# Pancalaksana
Pancalaksana is een bestuurslaag in het regentschap Serang van de provincie Banten, Indonesië. Pancalaksana telt 4241 inwoners (volkstelling 2010).